# Farkas Miklós (paptanár)
Farkas Miklós (Pápa, 1840. október 2. – Keszthely, 1890. április 21.) premontrei rendi pap, tanár, gimnáziumi igazgató, házfőnök.

## Élete
Iskoláit Pápán, majd Győrben és Aradon végezte 1863-ban; miután a rendbe lépett, tanár volt 1866-tól fogva előbb Szombathelyen, 1884-től Keszthelyen, ahol 1887. június 3-ától egy éven keresztül egyszersmind gimnáziumi igazgató és házfőnök lett és a földrajzot, számtant és természetrajzot adta elő. Fontos szerepe volt az intézmény főgimnáziummá fejlesztésében, az iskolai évkönyvet is szerkesztette.

## Munkái
A szám és számjegyrendszer eredete és fejlődése (Szombathelyi gymnasium Értesítője, 1875).
Szerkesztette a keszthelyi kir. kath. gymnasium Értesítőjét 1887, 1888 és 1889-re.